# Od2
Od2 – polskie oznaczenie na PKP parowozów osobowych pruskiej serii P 4², produkowanych w latach 1898–1910. Miał on układ osi 2'B i silnik sprzężony na parę nasyconą. Parowóz ten nosił niemieckie oznaczenie serii (Br) 360-4.
Na mocy traktatu wersalskiego Polska otrzymała po 1918 ogółem 3012 parowozów, z czego 97 stanowiły parowozy tego typu, oznaczone po 1923 na PKP jako Od2. Eksploatowane do roku 1947 do prowadzenia pociągów osobowych w Warszawskim Węźle Kolejowym oraz w DOKP Warszawa, później także w DOKP Szczecin, Poznań i Olsztyn. Ostatnie egzemplarze wycofano z PKP w 1957.

## Historia
Lokomotywa osobowa pruskiej serii P 4² miała taką samą genezę, jak skierowana wcześniej do produkcji seria P 4¹ (oznaczenia stosowane dopiero w 1906 roku). Obie różniły się rodzajem zastosowanego silnika: P 4¹ miała silnik bliźniaczy, a P 4² ekonomiczniejszy i wydajniejszy silnik sprzężony. Lokomotywy te były pokrewne konstrukcyjnie z lokomotywami pospiesznymi serii S 2 i S 3, również różniącymi się rodzajem silnika, a od lokomotyw serii P 4 różniącymi się głównie większą średnicą kół napędnych.
W 1891 roku dyrekcja kolei pruskich w Erfurcie zamówiła w zakładach Henschel dwie doświadczalne lokomotywy osobowe z kołami o średnicy 1730 mm i silnikiem sprzężonym, a nadto dwie analogiczne lokomotywy z silnikiem bliźniaczym i cztery takie lokomotywy pospieszne (seria S 2). Pierwsze lokomotywy osobowe z silnikiem sprzężonym otrzymały numery Erfurt 492 i 493 (od 1906 roku zmienione na P 4 Halle 1901 i 1902).
W przeciwieństwie do lokomotyw z silnikiem bliźniaczym, produkowanych od 1891 roku (późniejszej serii P 4¹), silnik sprzężony sprawiał nowe problemy i dopiero po opracowaniu w 1894 roku zaworu rozruchowego Dultza, osiągnął w Prusach gotowość do służby. Produkcja lokomotyw osobowych z silnikiem sprzężonym rozpoczęła się w 1898 roku, w fabrykach Schwartzkopff i Henschel. Określono je jako znormalizowany wzór (Musterblatt) III-1e. Ogółem w latach 1898–1910 wyprodukowano dla kolei pruskich 707 sztuk, najwięcej w fabrykach Schwartzkopff (255, do 1905 rok) i Henschel (227), ponadto w fabrykach Humboldt (121), Linke-Hofmann (53) i Hanomag (51).
W 1906 roku po wprowadzeniu na pruskich kolejach podziału na serie, lokomotywy osobowe wzoru III-1e zostały zaliczone do serii P 4 (łącznie z lokomotywami z silnikiem bliźniaczym) i otrzymały nowe numery w poszczególnych dyrekcjach kolei, z zakresu 1901-2000. W 1911 roku w dokumentach wyróżniono je jako nowa podseria P 4², w odróżnieniu od lokomotyw z silnikiem bliźniaczym, które stały się podserią P 4¹. Ogółem do serii P 4² zaliczono 714 lokomotyw – 707 wzoru III-1e, dwie próbne i pięć lokomotyw serii P 4¹ z dyrekcji Frankfurt zrekonstruowanych w 1907 roku z zastosowaniem silnika sprzężonego.
Lokomotywy serii P4² zostały zbudowane w dużej liczbie i weszły do służby w prawie wszystkich dyrekcjach kolei pruskich (z wyjątkiem Bydgoszczy, Kolonii i Moguncji). Najwięcej ich służyło w dyrekcji Kassel (91), liczby lokomotyw w pozostałych dyrekcjach były niższe i nie przekraczały 67. Wkrótce wyparły one z głównych szlaków lokomotywy serii P4¹ i starsze. Szczyt produkcji przypadł na 1904 rok (105 sztuk). Mimo pojawienia się nowocześniejszych maszyn na parę przegrzaną (P6, P8), początkowo sprawiały one problemy związane z nowościami, co w połączeniu z konserwatyzmem niektórych dyrekcji kolei spowodowało, że produkcja sprawdzonych już maszyn na parę nasyconą trwała jeszcze do 1910 roku. Po tej dacie parowozy P4² były stopniowo wypierane z głównych szlaków, przede wszystkim przez produkowane w wielkiej liczbie udane parowozy serii P8 (w Polsce: Ok1). Mimo to, w odróżnieniu od odmiany z silnikiem bliźniaczym, służyły dalej przynajmniej do końca okresu międzywojennego.

## Służba po I wojnie światowej
Po I wojnie światowej lokomotywy kolei pruskich weszły w skład kolei niemieckich (DRG). Prowizoryczny plan z 1923 zakładał przenumerowanie 551 lokomotyw tej serii, a ostatecznie w 1925 roku 439 otrzymało nowe numery, jako seria (Baureihe – Br) 360-4 DRG (numery 36 001 do 36 438 oraz 36 601 – ostatnia zaliczona wraz z meklemburskimi lokomotywami do serii 366). Były skoncentrowane w dyrekcjach kolei Münster, Kassel i Altona.
Po I wojnie światowej 100 lokomotyw serii P4² trafiło do Polski, gdzie 97 weszło do służby na PKP jako seria Od2. Nosiły numery Od2-1 do Od2-94 oraz Od2-1Dz do Od2-3Dz dla lokomotyw kolei Wolnego Miasta Gdańska. Podczas II wojny światowej większość polskich lokomotyw została przejęta przez Niemcy i wcielona do kolei niemieckich z numerami 36 444 do 521. Po wojnie w Polsce służyło jeszcze 46 parowozów serii Od2, które otrzymały nowe numery inwentarzowe i były eksploatowane do 1958 roku.
Sześć lokomotyw otrzymała po I wojnie światowej Litwa, gdzie nosiły numery K 4²-151 do 156. Podczas II wojny światowej trzy lokomotywy litewskie (przejęte w międzyczasie przez koleje radzieckie) zostały zdobyte przez Niemcy i wcielone do kolei niemieckich z numerami 36 441 do 443. Trzy lokomotywy otrzymała w 1920 roku Łotwa, gdzie zaliczono je do serii An, grupującej lokomotywy o układzie osi 2'B, z numerami An-35 do An-37. Dwie z nich dotrwały do aneksji Łotwy i zostały przejęta przez koleje radzieckie.
Po II wojnie światowej używano już niewielu lokomotyw dawnej serii P4², z czego większość trafiła na koleje Niemieckiej Republiki Demokratycznej. W latach 1955/56 NRD zwróciła Polsce dawne zużyte lokomotywy serii Od2, lecz w tym okresie nie były one już wprowadzone do eksploatacji.

## Warianty dla innych kolei
Lokomotywy takiego samego lub zbliżonego typu były produkowane także dla innych kolei niemieckich. W latach 1903–1912 dla kolei meklemburskich zbudowano 31 lokomotyw analogicznego typu, w firmach Henschel, Humboldt i Linke-Hofmann. Z tego, 19 lokomotyw zaliczono do serii P24.14 (późniejsze niemieckie numery 36 602 do 620), a 12 do serii P24.15 o większym maksymalnym nacisku osi (późniejsze niemieckie numery 36 651 do 662). Wszystkie przeszły na koleje niemieckie DRG, oznaczone jako seria 366.
Dla kolei oldenburskich Henschel zbudował w 1907 roku 5, a w 1909 roku 3 lokomotywy, różniące się od pruskich P4² mechanizmem rozruchowym Lindner (lokomotywy z 1907 roku) lub rozrządem zaworowym Lentza (lokomotywy z 1909 roku) oraz osuszaczem pary Ranafier. W 1925 roku otrzymały one wszystkie numery kolei niemieckich DRG serii 3612 (łącznie z oldenburskimi P4¹, numery 36 1251 do 36 1258).
Pięć lokomotyw zbudowano w fabryce Linke-Hofmann dla prywatnej kolei Lubeka-Büchen (LBE). Różniły się one skróconym rozstawem osi, z uwagi na krótsze obrotnice na tej kolei. Zostały one wycofane w latach 1926–1933.

## Opis
Według książki charakterystyk z 1924 roku, lokomotywa serii P4² mogła ciągnąć na płaskim terenie pociąg o masie 150 ton z prędkością 90 km/h, 280 ton z prędkością 80 km/h, 440 ton z prędkością 70 km/h i 650 ton z prędkością 60 km/h (na wzniesieniach dopuszczalne masy i prędkości znacznie spadały).